# Fritillaridae
Fritillaridae – rodzina ogonic z rzędu Copelata.
Ciało wydłużone, spłaszczone od strony brzusznej. Żołądek silnie zredukowany, uformowany z kilku dużych komórek. Endostyl prosty lub spiralny. Przełyk łączy się z żołądkiem z jego przedniej strony. Ogon przeważnie dłuższy niż pozostała część ciała.
Do rodziny zalicza się następujące podrodziny i rodzaje:
- Podrodzina: Appendiculariinae
  - Rodzaj: Appendicularia
- Podrodzina: Fritillariinae
  - Rodzaj: Fritillaria
  - Rodzaj: Tectillaria

W opublikowanym w 1914 roku dziele Beiträge zur Kenntnis der Meeresfauna Westafrikas do rodziny Fritillaridae zaliczono również rodzaj Kowalevskia. Obecnie jednak należy on do osobnej, monotypowej rodziny Kowalevskaiidae.